# Pelycosauria
Pélycosaures · Pélycosauriens
Ce taxon est aujourd'hui obsolète.
Ordre
Familles de rang inférieur
Les pélycosaures, ou pélycosauriens (Pelycosauria), autrefois considéré taxonomiquement comme un ordre, désigne maintenant un groupe informel éteint et paraphylétique de synapsides qui regroupe des représentants basaux ayant vécu durant le Carbonifère et le Permien. Ce terme est aujourd'hui utilisé pour désigner vulgairement tous les synapsides à l'exception des thérapsides et de leurs descendants.
Ces animaux offrent une grande diversité de tailles, de formes et de régimes alimentaires (carnivore, piscivores, insectivores et herbivores). Parmi les plus connus, on trouve les pélycosaures à voile tels que Dimetrodon ou Edaphosaurus, qui régulaient probablement leur température en orientant leur voile dorsale vers le soleil ou le vent. En raison du fait que les thérapsides descendent directement des pélycosaures, ce dernier est en fait un taxon paraphylétique. Ainsi, le mot « pélycosaure », similaire à l'expression « reptile mammalien », tombe en désuétude parmi les scientifiques du XXIe siècle et n'est utilisé que de manière informelle, voire aucunement, dans la littérature scientifique moderne.

## Historique des découvertes

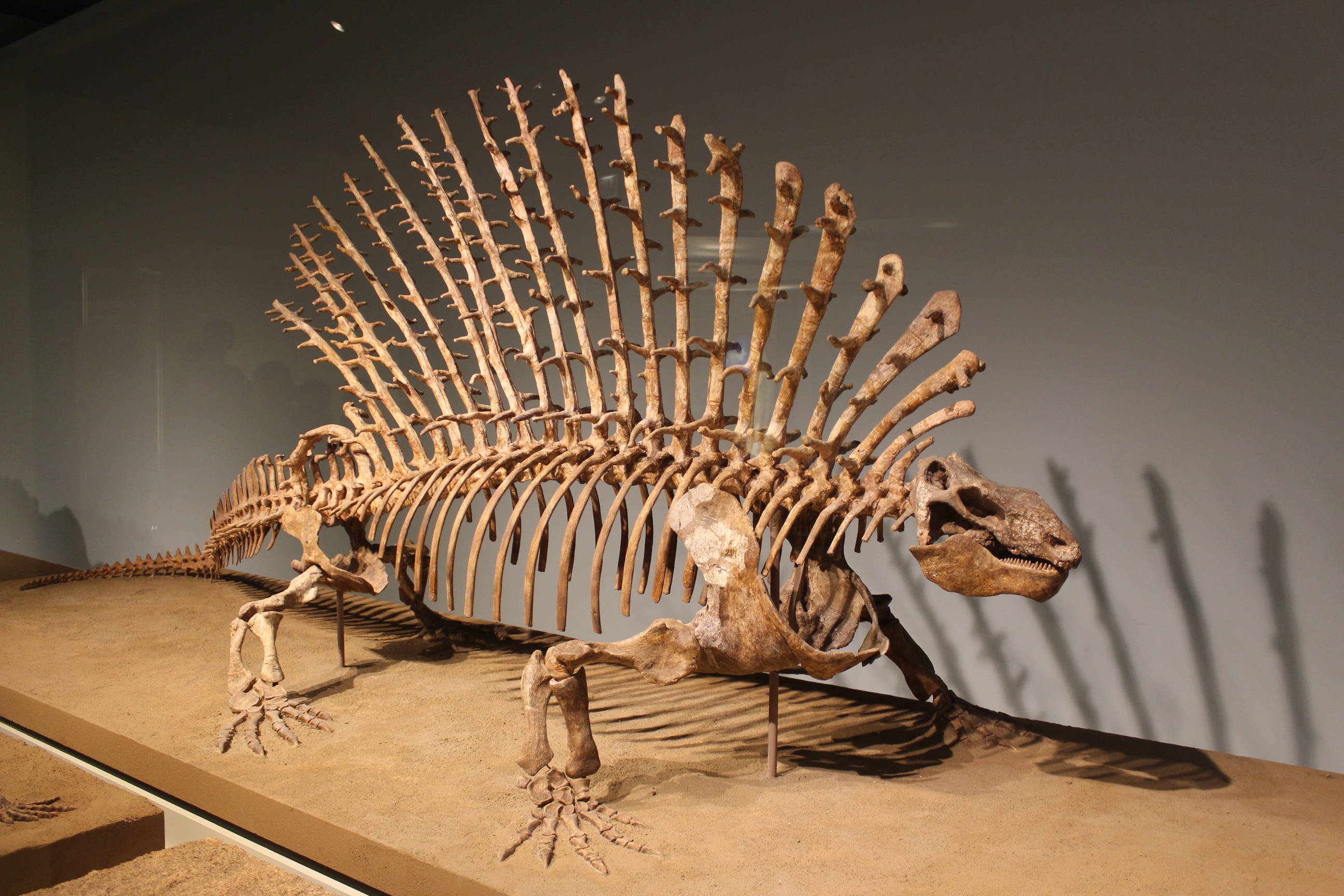
Squelette monté d'Edaphosaurus pogonias, exposée au Field Museum.

Les premiers pélycosaures sont découverts au milieu du XIXe siècle. Le premier connu date du Permien inférieur et provient de l'Île-du-Prince-Édouard, près de la Nouvelle-Écosse, une île de l'est du Canada. Les fragments de crâne sont décrits par le paléontologue américain Joseph Leidy en 1854, et ce dernier les attribua aux reptiles, qu'il appela Bathygnathus. En 1869, le paléontologue français Paul Gervais mentionne un fragment de mâchoire trouvé dans le département français du Jura et qui date du Permien inférieur. Comme les pélycosaures étaient quasiment inconnus, il lui donna le nom de Geosaurus ? cynodus en 1869, puis placée en 1923 dans le nouveau genre Neosaurus par Franz Nopcsa. À partir de 1875, les découvertes faites aux États-Unis - essentiellement au Texas - ont permis de mieux comprendre les membres de ce groupe, notamment grâce aux travaux des célèbres paléontologues américains Edward Cope (Dimetrodon Cope, 1878 et Edaphosaurus Cope, 1882) et Othniel Marsh (Ophiacodon Marsh, 1878). Au début du XXe siècle, Ferdinand Broili décrit le genre Varanosaurus, puis Samuel Williston nomma Casea. Alfred Romer et Llewellyn Price passent en revue l'intégralité des pélycosauriens connus en 1940 dans un ouvrage qui fait toujours autorité, servant de base à la mise au point réalisée par Robert Reisz en 1986.

## Histoire évolutive

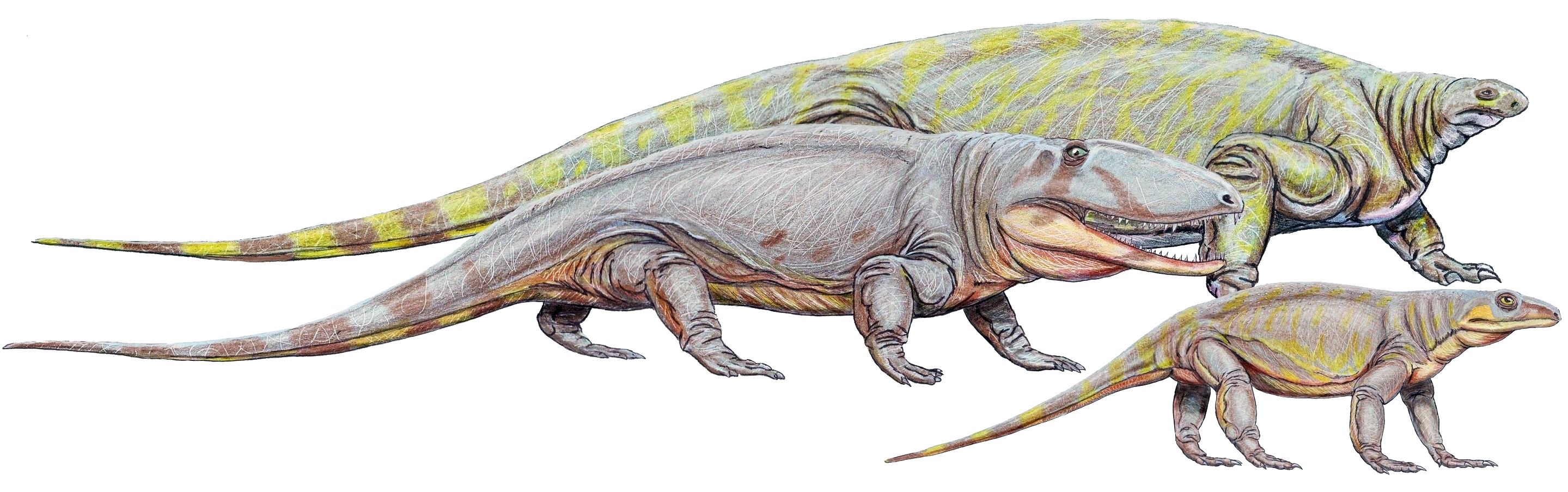
Vue d'artiste par Dimitri Bogdanov de 3 pélycosaures, de haut en bas: Cotylorhynchus, Ophiacodon et Varanops.

Les pélycosaures incarnent les premiers synapsides qui représentent la souche des mammifères, même si leurs dents sont peu différenciées et que le palais secondaire n'est pas apparu au sein du groupe. Les pélycosaures apparaissent à la fin du Carbonifère et atteignent leurs apogées au début du Permien, restant les animaux terrestres dominants pendant environ 40 millions d'années (entre 310 à 270 Ma, très approximativement). Leur histoire évolutive est marquée par quelques crises biologiques plus ou moins longues et sévères, mais toutes bien moins sévères que la crise Permien-Trias. Certains auteurs prétendent que la première crise survient durant le Sakmarien, mais une étude plus récente fondée sur des données stratigraphiques plus fines ne le confirme pas. En revanche, cette étude confirme bien des suggestions antérieures que la diversité de trois familles de pélycosaures (ophiacodontidés, edaphosauridés et sphenacodontidés) aurait décliné de façon progressive vers la fin du Kungurien et le début du Roadien. Quelques taxons continuent d'exister durant le Capitanien, avant d'être progressivement remplacés par leurs descendants thérapsides.

## Taxonomie

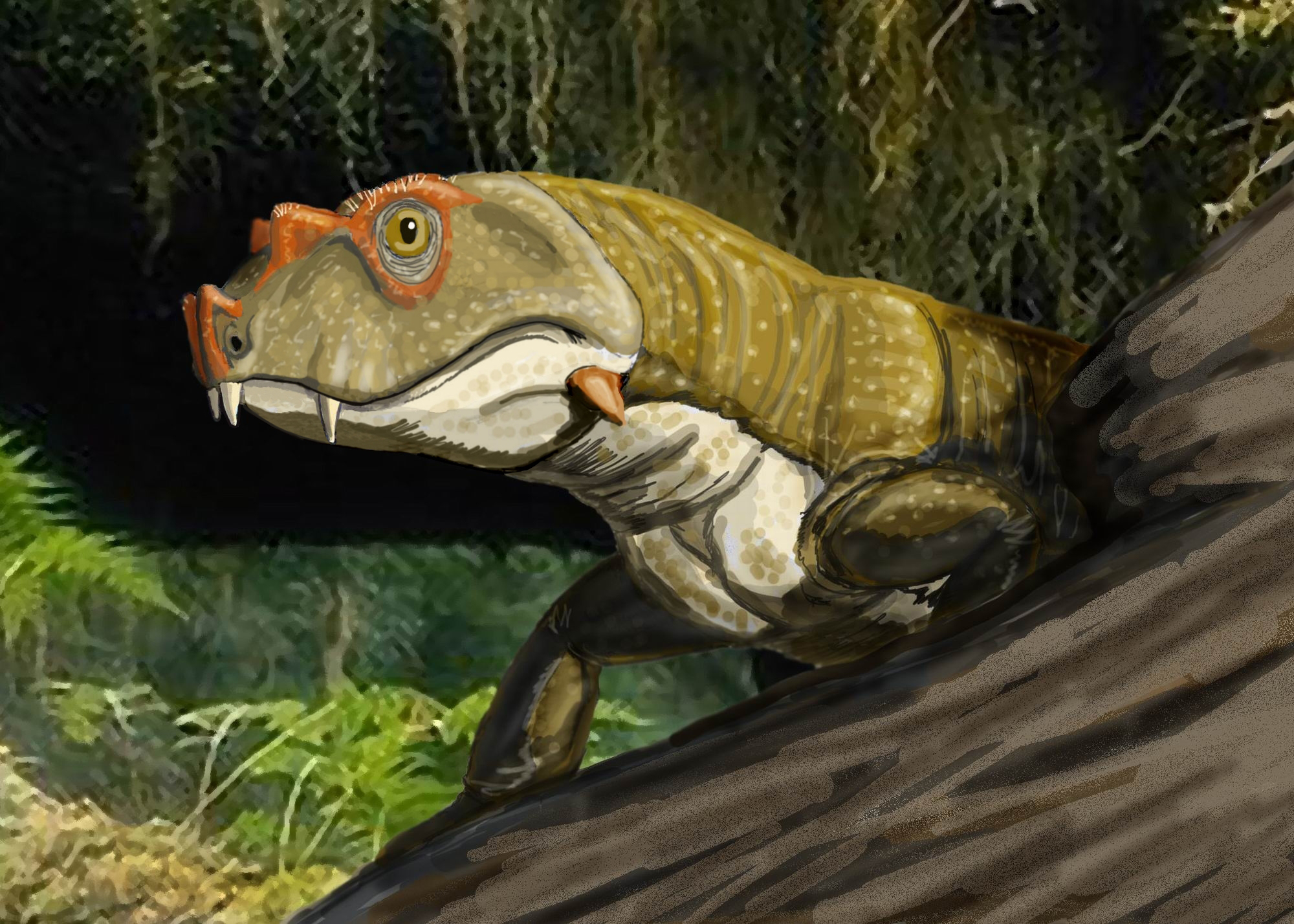
Le sphénacodonte basal Tetraceratops incarne une forme transitionnelle entre les pélycosaures et celles des premiers thérapsides,.

Dans la nomenclature phylogénétique, « Pelycosauria » n'est pas utilisé formellement, car il ne constitue pas un groupe qui réunis tous les organismes descendants d'un ancêtre commun, car le groupe exclut spécifiquement les thérapsides qui en descendent de ces derniers. Au lieu de cela, il représente un « grade » paraphylétique de synapsides basaux menant à Therapsida.
En 1940, le groupe est examiné en détail, et chaque espèce connue de l'époque est décrite, avec de nombreuses illustrations, dans une importante monographie d'Alfred Sherwood Romer et Llewellyn Ivor Price.
Dans la classification traditionnelle, l'ordre des Pelycosauria est paraphylétique en ce que les thérapsides (les synapsides « avancés ») en ont émergé. Cela signifie que Pelycosauria est un groupe d'animaux qui ne contient pas tous les descendants de son ancêtre commun, comme l'exige la classification phylogénétique. Dans la taxonomie évolutive, Therapsida est un taxon séparé des Pelycosauria, et les mammifères (ayant évolué à partir des thérapsides) sont séparés des deux dans leur propre classe. Cette utilisation n'a pas été poursuivie par une majorité de scientifiques depuis les années 1990.
La classification suivante est présentée par Michael Benton en 2004 :
- Pelycosauria
  - † Eothyrididae
  - † Caseidae
  - † Varanopidae
  - † Ophiacodontidae
  - † Edaphosauridae
  - † Sphenacodontidae
- Therapsida

La composition de ce groupe est remise en question par des analyses récentes qui suggèrent que les varanopidés pourraient être des sauropsides,, voire des diapsides ayant perdu la fenêtre temporale supérieure.